# ITTF World Tour 2013
Navigation
ITTF World Tour 2012 ITTF World Tour 2014
L'ITTF World Tour 2013 aussi appelé ITTF Pro Tour 2013 est une série de tournois professionnels de tennis de table (masculins et féminins) organisé par l'ITTF. La saison se tient du 17 janvier 2013 au 12 janvier 2014. Le calendrier compte désormais plusieurs catégories de tournois différents : les tournois majeurs Super series, les tournois Major Series et la Grande Finale.
Le Pro Tour 2013 compte 20 tournois, appelés aussi Open, qui comptent pour la qualification pour la Grande Finale.

## Répartition des points de classement
Les points de classement varient selon la catégorie de tournois.
|                    | Super Series (6×) | Super Series (6×) | Super Series (6×) | Major Series (4×) | Major Series (4×) | Major Series (4×) | Challenge Series (10×) | Challenge Series (10×) | Challenge Series (10×) |
| Simple             | Double            | U-21              | Simple            | Double            | U-21              | Simple            | Double                 | U-21                   |                        |
| Vainqueur          | 300               | 300               | 300               | 200               | 200               | 200               | 100                    | 100                    | 100                    |
| Finaliste          | 150               | 150               | 150               | 100               | 100               | 100               | 50                     | 50                     | 50                     |
| Demi-finaliste     | 75                | 75                | 75                | 50                | 50                | 50                | 25                     | 25                     | 25                     |
| Quart de finale    | 38                | 38                | 38                | 25                | 25                | 25                | 13                     | 13                     | 13                     |
| Huitième de finale | 19                | 19                | 19                | 13                | 13                | 13                | 6                      | 6                      | 6                      |
| 16eme de finale    | 9                 | –                 | 9                 | 6                 | –                 | 6                 | 3                      | –                      | 3                      |
| 32eme de finale    | 5                 | –                 | 5                 | 3                 | –                 | 3                 | 2                      | –                      | 2                      |

## Tournois
- Super Series
- Major Series
- Challenge Series
- Grand Finals

| N° | Lieu                                | Date          | Vainqueurs Messieurs | Vainqueurs Messieurs            | Vainqueurs Messieurs | Vainqueurs Dames   | Vainqueurs Dames            | Vainqueurs Dames | Dotation    |
| N° | Lieu                                | Date          | Simple               | Double                          | U-21                 | Simple             | Double                      | U-21             | Dotation    |
| -- | ----------------------------------- | ------------- | -------------------- | ------------------------------- | -------------------- | ------------------ | --------------------------- | ---------------- | ----------- |
| 1  | Open d'Espagne, Almería             | 17.1.–10.1.   | Cazuo Matsumoto      | –                               | Julien Indeherberg   | Jiang Huajun       | –                           | Ng Wing Nam      | $ 30.000    |
| 2  | Open d'Autriche, Wels               | 23.1.–27.1.   | Fang Bo              | Hao Shuai Zhang Jike            | Maharu Yoshimura     | Ding Ning          | Ding Ning Li Xiaoxia        | Shiho Matsudaira | $ 100.000   |
| 3  | Open du Koweït, Koweït              | 14.2.–18.2.   | Zhang Jike           | Xu Xin Yan An                   | –                    | Liu Shiwen         | Ding Ning Li Xiaoxia        | –                | $ 200.000   |
| 4  | Open du Qatar, Doha                 | 20.2.–24.2.   | Ma Long              | Wang Hao Yan An                 | –                    | Ding Ning          | Ding Ning Liu Shiwen        | –                | $ 200.000   |
| 5  | Open d'Egypte, Assouan              | 21.3.–24.3.   | Abdel-Kader Salifou  | –                               | Julien Indeherberg   | Maria Dolgikh      | –                           | Dina Meshref     | $ 30.000    |
| 6  | Open de Corée du Sud, Incheon       | 3.4.–7.4.     | Xu Xin               | Seo Hyun-deok Zhang Jike        | Mizuki Oikawa        | Seo Hyo-won        | Yang Ha-eun Park Young-sook | Miyu Maeda       | $ 100.000   |
| 7  | Open de Croatie Zagreb              | 6.6.–9.6.     | Abdel-Kader Salifou  | –                               | Thomas Le Breton     | Lee Dasom          | –                           | Sofia Polcanova  | $ 30.000    |
| 8  | Open de Chine, Changchun            | 12.6.–16.6.   | Ma Long              | Timo Boll Ma Long               | Asuka Sakai          | Li Xiaoxia         | Guo Yue Liu Shiwen          | Mima Itō         | $ 200.000   |
| 9  | Open du Japon, Yokohama             | 19.6.–23.6.   | Masato Shiono        | Jin Ueda Maharu Yoshimura       | Xu Chenhao           | Ai Fukuhara        | Gu Yuting Zhou Xintong      | Xiaoxi Che       | $ 200.000   |
| 10 | Open du Maroc, Rabat                | 27.6.–30.6.   | Abdel-Kader Salifou  | –                               | Cedric Nuytinck      | Maria Bykova       | –                           | Sarah De Nutte   | $ 30.000    |
| 11 | Open des Etats-Unis, Las Vegas      | 3.7.–6.7.     | Eugene Wang          | –                               | Tao Wenzhang         | Megumi Abe         | –                           | Petrissa Solja   | $ 30.000    |
| 12 | Open du Brésil Rio de Janeiro       | 8.8.-11.8.    | Hugo Calderano       | –                               | Soumyajit Ghosh      | Elizabeta Samara   | –                           | Manika Batra     | $ 30.000    |
| 13 | Open de Chine, Suzhou               | 14.8.–18.8.   | Ma Long              | Xu Xin Ma Long                  |                      | Chen Meng          | Chen Meng Zhu Yuling        |                  | $ 200.000   |
| 14 | Open de République tchèque, Olomouc | 21.8.–25.8.   | Masato Shiono        | Robert Floras Pavel Fertikowski | Masaki Yoshida       | Viktoria Pavlovich | Linda Creemers Li Jiao      | Yui Hamamoto     | $ 100.000   |
| 15 | Open de Biélorussie Minsk           | 12.9.–15.9.   | Kaii Yoshida         | –                               | Kohei Sambe          | Sabine Winter      | –                           | Lee Eun-hye      | $ 30.000    |
| 16 | Open de Pologne, Varsovie           | 6.11.–10.11.  | Fan Zhendong         | Jung Young-sik Lee Sang-su      | Simon Gauzy          | Seo Hyo-won        | Jeon Ji-hee Park Seong-hye  | Lin Ye           | $ 100.000   |
| 17 | Open d'Allemagne, Berlin            | 13.11.–17.11. | Fan Zhendong         | Timo Boll Patrick Franziska     | Masataka Morizono    | Wen Jia            | Wen Jia Zhao Yan            | Lee Ho Ching     | $ 200.000   |
| 18 | Open de Russie, Iekaterinbourg      | 20.11.–24.11. | Kazuhiro Chan        | Alexey Liventsov Mikhail Paikov | Vildan Gadiev        | Ding Ning          | Ding Ning Liu Shiwen        | Misaki Morizono  | $ 100.000   |
| 19 | Open de Suède, Stockholm            | 27.11.–1.12.  | Yan An               | Jens Lundqvist Xu Xin           | Tzu-Hsiang Hung      | Chen Meng          | Li Xiaodan Mu Zi            | Sofia Polcanova  | $ 100.000   |
| 20 | Grande finale, Dubaï                | 9.1.–12.1.14  | Xu Xin               | Gao Ning Li Hu                  | Simon Gauzy          | Liu Shiwen         | Ding Ning Li Xiaoxia        | Lin Ye           | $ 1.004.000 |

## Grande finale
La Grande Finale du Pro Tour ITTF 2013 a eu lieu du 9 au 12 janvier 2014  à Dubaï, Emirats Arabes Unis.
| Event                           | Or                   | Argent                              | Bronze                          |
| ------------------------------- | -------------------- | ----------------------------------- | ------------------------------- |
| Simples messieurs               | Xu Xin               | Ma Long                             | Fan Zhendong                    |
| Simples messieurs               | Xu Xin               | Ma Long                             | Kim Minseok                     |
| Simples dames                   | Liu Shiwen           | Ding Ning                           | Li Xiaoxia                      |
| Simples dames                   | Liu Shiwen           | Ding Ning                           | Viktoria Pavlovich              |
| Doubles messieurs               | Gao Ning Li Hu       | Chiang Hung-Chieh Huang Sheng-Sheng | Mattias Falck Kristian Karlsson |
| Doubles messieurs               | Gao Ning Li Hu       | Chiang Hung-Chieh Huang Sheng-Sheng | Kim Minseok Seo Hyundeok        |
| Doubles dames                   | Ding Ning Li Xiaoxia | Cheng I-ching HUANG Yi-Hua          | Xiaona Shan Zhenqi Barthel      |
| Doubles dames                   | Ding Ning Li Xiaoxia | Cheng I-ching HUANG Yi-Hua          | PARK Youngsook Yang Ha-eun      |
| Simples Garçons moins de 21 ans | Simon Gauzy          | Patrick Franziska                   | Feng Chen                       |
| Simples Garçons moins de 21 ans | Simon Gauzy          | Patrick Franziska                   | Morizo Masataka                 |
| Simples Filles moins de 21 ans  | Lin Ye               | NG Wing Nam                         | YUI Hamamoto                    |
| Simples Filles moins de 21 ans  | Lin Ye               | NG Wing Nam                         | Yang Ha-eun                     |